# 7475 Kaizuka
7475 Kaizuka eller 1992 UX5 är en asteroid i huvudbältet som upptäcktes den 28 oktober 1992 av de båda japanska astronomerna Kazuro Watanabe och Kin Endate vid Kitami-observatoriet. Den är uppkallad efter japanen Sohei Kaizuka.
Asteroiden har en diameter på ungefär 4 kilometer.